# Castiarina parallelipennis
Castiarina parallelipennis es una especie de escarabajo del género Castiarina, familia Buprestidae. Fue descrita científicamente por Obenberger en 1934.